# Stargate Atlantis
Stargate Atlantis, adeseori abreviat ca SGA, este un serial TV canadiano-american, militaro-științifico-fantastic, parte a francizei  MGM Stargate. Serialul a fost creat de Brad Wright și Robert C. Cooper, ca o continuare a serialului Stargate SG-1 creat de Wright și Jonathan Glassner (după realizarea filmului Stargate din 1994). 
Primele trei sezoane ale serialului de televiziune Stargate Atlantis au fost difuzate de către canalul SciFi și The Movie Network, apoi ultimele două sezoane numai de canalul SciFi (Syfy), adunând 100 de episoade înainte ca serialul să fie oprit. Stargate Atlantis a avut premiera pe canalul SciFi pe 16 iulie 2004; ultimul episod a avut premiera pe 9 ianuarie 2009 la același canal. Serialul a fost filmat lângă Vancouver, Canada.
Stargate Atlantis a început ca un punct de cotitură în serialul Stargate SG-1, căruia urma să-i succeadă după un nou film Stargate. Filmul a fost planificat să apară după al șaselea sezon, dar după ce Stargate SG-1 a fost reînoit pentru încă un sezon, filmul s-a transformat în episodul "Lost City" din Stargate SG-1 iar locația pentru Stargate Atlantis a fost mutată în galaxia Pegas. Aceasta a permis celor două seriale să se difuzeze în același timp în același univers, precum și realizarea de interconexiuni între seriale. Serialul este realizat în cea mai mare parte de aceași echipă care a contribuit la realizarea SG-1 și este produs în aceleași studiouri de televiziune.
Atlantis a debutat pe Sci-Fi Channel în data de 16 iulie 2004, cu Joe Flanigan și Torri Higginson în rolurile principale, și Rainbow Francks, David Hewlett și Rachel Luttrell în rolurile secundare. Hewlett and Higginson au fost inițial personaje în SG-1. Din sezonul al doilea din Atlantis, Paul McGillion și Jason Momoa (care îl înlocuiește pe Francks) joacă de asemenea în rolurile secundare.
Subiectul serialului urmărește adventurile "expediției Atlantis", o combinație de forțe militare și oameni de știință care călătoresc în galaxia Pegas în căutarea Orașului Pierdut Atlantis, lăsat în urmă de o rasă puternică, cunoscută ca Strabunii(Ancients în engleză). Căutarea orașului a fost subiectul pentru cea mai mare parte a sezonului 7 din SG-1. O dată ajunși în oraș, oamenii constată că galaxia Pegas este dominată de un inamic teribil cunoscuți ca Wraith, de care trebuie să se apere în ciuda numărului copleșitor al acestora.
Serialul a obținut căteva premii pentru interpretare, efecte speciale și regie, incluzând și un Disc de Platină (WorldFest) pentru regia unuia dintre primele episoade ale primei serii. Atlantis s-a dovedit cel puțin la fel de încununat de succes ca SG-1, cu rating-uri constante pe scara Nielson în jurul valorii 1.9.